# Langenlehsten
Langenlehsten er en kommune i det nordlige Tyskland, beliggende i Amt Büchen under Kreis Herzogtum Lauenburg. Kreis Herzogtum Lauenburg ligger i delstaten Slesvig-Holsten.

## Geografi
Kommunen ligger ca. 15 km nordøst for Lauenburg og omkring 45 km øst for Hamborg. Den støder mod nordvest til Elbe-Lübeck-Kanal. I kommunen ligger ud over Langenlehsten bebyggelserne Fortkrug, Bergholz, Neu Bergholz og Waldfrieden.